# Bombyliomyia soror
Bombyliomyia soror là một loài ruồi trong họ Tachinidae.